# Цвет бедра нимфы
Цвет бедра испуганной нимфы (фр. cuisse de nymphe effrayée) — шутливое название бледно-розового цвета, связанное с эстетикой французского стиля рококо, или «стиля помпадур», первой половины XVIII века. Ассоциируется с античными образами нимф и богини утренней зари Эос, или римской Авроры:

Встала из мрака младая с перстами пурпурными Эос
— Гомер. Одиссея, Песнь II, 5 Перевод В. А. Жуковского

Имеется вариант: цвет «бедра тронутой, смущённой или задетой, нимфы» (фр.  cuisse de nymphe émue). В русском языке подобное выражение впервые появилось в романе Л. Н. Толстого «Война и мир», в действии, происходящем в салоне А. Шерер, где появился кавалер в панталонах необычно-розового оттенка (т. 1, часть I, III). Выражение приводится писателем по-французски, поскольку именно в такой форме оно имело хождение в аристократических кругах. О каком оттенке розового идёт речь, определить затруднительно, поскольку такое выражение использовали в разных ситуациях (варианты перевода: бедро, ляжка, тело), что связано «с разными представлениями о степени грубости слова в языке».
На протяжении XIX века существовали различные конкретизации подобного оттенка: «цвет парнасской розы», «цвет гортензии», «цвет иудина дерева», «цвет помпадур» (по имени маркизы де Помпадур, вдохновительницы стиля рококо), «цвет детей Эдуарда» (в связи с трагической гибелью юных принцев, детей английского короля Эдуарда IV). Известно и вульгарное выражение: «цвет ляшки испуганной Машки».
Ещё раз это полузабытое выражение вспомнили И. Ильф и Е. Петров в фельетоне «Горю — и не сгораю» (1932).

## Розовый цвет военного мундира
При императоре Павле I цвет подкладки военного мундира был цвета бедра испуганной нимфы. Правда, подкладка солдатских и офицерских мундиров делалась из разной по качеству ткани, и разница в текстуре порождала различие в восприятии оттенков. Поэтому цвет подкладки офицерского обмундирования называли, как положено, «цветом бедра испуганной нимфы», а расцветку испода солдатских мундиров — иронично, «цветом ляжки испуганной Машки».

## В названии розы
Сорт роз, выведенный в 1802 году французским селекционером Жан-Пьером Вибером, получил название «Бедро испуганной нимфы». Лепестки этих цветов окрашены в розовый цвет. Существуют и розы сорта «Бедро нимфы» — бледно-розовые. Такие цветовые нюансы объясняются тем, что кожа испуганной нимфы, убегающей от сатира, розовеет.